# Birgithe Kosovic
Birgithe Kosovic (født 22. marts 1972) er en dansk skønlitterær forfatter med serbisk baggrund. Hun har arbejdet som researcher på Månedsbladet Press samt som featurejournalist for Dagbladet Information og Morgenbladet i Norge.
Kosovics roman Det dobbelte land fra 2010 vandt i 2011 DR Romanprisen på 25.000 kroner, Weekendavisens litteraturpris på 100.000 kr. samt Danske Banks Litteraturpris på 300.000 kr. Romanen Den inderste fare vandt Politikens Litteraturpris i 2018.

## Udgivelser
- Legenden om Villa Valmarana (1997)
- Om natten i Jerusalem (1999), oversat til tysk, fransk, italiensk, græsk, spansk, serbisk, svensk, norsk
- Det dobbelte land (2010), oversat til serbisk
- Den inderste fare - roman om Erik Scavenius (bind 1: 2016, og bind 2: 2018)
- Det, du ikke vil vide (2020)